# Fenella Fielding
Fenella Fielding OBE, född Fenella Marion Feldman 17 november 1927 i London, död 11 september 2018 i samma stad, var en brittisk skådespelerska.

## Rollista i urval
- 1960 – Doktorn är kär
- 1961 – Nu tar vi på oss allt
- 1963 – Doktorn på vift
- 1963 – Natt i fasornas hus
- 1966 – Carry on Screaming
- 1966 – Doktorn går till sängs
- 1967 – Ajöss Baby!
- 1967–1968 – The Prisoner (TV-serie)
- 1990–1993 – Uncle Jack (TV-serie)
- 1999 – Guest House Paradiso
- 2012 – Skins (TV-serie)